# Europaspiele 2023/Teilnehmer (Kroatien)
| Gelbes Symbol für Goldmedaillen mit stilisierten Olympischen Ringen | Graues Symbol für Silbermedaillen mit stilisierten Olympischen Ringen | Braundes Symbol für Bronzemedaillen mit stilisierten Olympischen Ringen |
| ------------------------------------------------------------------- | --------------------------------------------------------------------- | ----------------------------------------------------------------------- |
| 5                                                                   | 4                                                                     | 4                                                                       |

Kroatien nahm mit 131 Athleten an den Europaspielen 2023 in Krakau teil.

## Medaillengewinner
| Name/n                                                 | Sportart       | Wettkampf                                      |
| ------------------------------------------------------ | -------------- | ---------------------------------------------- |
| Gold                                                   |                |                                                |
| Anđelo Kvesić                                          | Karate         | Kumite über 84 kg Männer                       |
| Anton Glasnović Francesco Ravalico Giovanni Cernogoraz | Schießen       | Trap Mannschaft Männer                         |
| Ivan Šapina                                            | Taekwondo      | Mittelgewicht Männer (bis 87 kg)               |
| Lena Stojković                                         | Taekwondo      | Nadelgewicht Frauen (bis 46 kg)                |
| Ivana Duvančić                                         | Taekwondo      | Bantamgewicht Frauen (bis 53 kg)               |
| Silber                                                 |                |                                                |
| Filip Mihaljević                                       | Leichtathletik | Kugelstoßen Männer                             |
| Gabrijel Veočić                                        | Boxen          | Halbschwergewicht Männer (bis 80 kg)           |
| Josip Sikavica Miran Maričić Petar Gorsa               | Schießen       | 10 m Luftgewehr Mannschaft Männer              |
| Lovre Brečić                                           | Taekwondo      | Bantamgewicht Männer (bis 63 kg)               |
| Bronze                                                 |                |                                                |
| Antonija Zec                                           | Kickboxen      | Vollkontakt Schwergewicht Frauen (bis 70,0 kg) |
| Paško Božić                                            | Taekwondo      | Schwergewicht Männer (über 87 kg)              |
| Kristina Tomić                                         | Taekwondo      | Federgewicht Frauen (bis 57 kg)                |
| Nika Klepac                                            | Taekwondo      | Mittelgewicht Frauen (bis 73 kg)               |

## Teilnehmer nach Sportarten

### Badminton
- Filip Špoljarec

### Beachhandball
| Wettbewerb    | Männer |
| ------------- | --- |
| Athleten      | Ivan Jurić Ivan Dumenčić Nikola Finek Valentino Valentaković Filip Goričanec Dominik Marković Tomislav Lauš Filip Dominik Hančić Lucian Bura Josip Đukes |
| Coach         | Mario Močilac |
| Gruppenphase  | Deutschland 2:0 (27:24), (24:16) Portugal 2:0 (26:24), (15:18) Ungarn 2:0 (26:19), (28:18)                                                               |
| Viertelfinale | Dänemark 1:2 n. So.(22:25), (23:20), (12:13) |
| Halbfinale    | ausgeschieden |
| Finale        | ausgeschieden |
| Rang          | 5 |

### Bogenschießen
- Lovro Černi

### Boxen
- Sara Beram
- Dea Bolanča
- Nikolina Ćaćić
- Marko Čalić
- Petar Knežević
- Matteo Komadina
- Marko Milun
- Gabrijel Veočić

### Fechten
- Zoe Baldo
- Dorja Blažić
- Petar Fileš
- Ivan Komšić
- Janko Leskovac
- Andrea Majdandžić
- Vedran Markota
- Borna Špoljar

### Judo
| Athleten                                                                        | Wettbewerb | 1. Runde | 1. Runde | Achtelfinale | Achtelfinale | Viertelfinale | Viertelfinale | Halbfinale    | Halbfinale    | Finale        | Finale        | Rang |
| Athleten                                                                        | Wettbewerb | Gegner   | Ergebnis | Gegner       | Ergebnis     | Gegner        | Ergebnis      | Gegner        | Ergebnis      | Gegner        | Ergebnis      | Rang |
| ------------------------------------------------------------------------------- | ---------- | -------- | -------- | ------------ | ------------ | ------------- | ------------- | ------------- | ------------- | ------------- | ------------- | ---- |
| Mixed                                                                           |            |          |          |              |              |               |               |               |               |               |               |      |
| Josip Bulić$Robert Klačar$Marko Kumrić$Tina Radić$Tihea Topolovec$Anđela Violić | Mannschaft | Freilos  | Freilos  | Österreich   | 4:1          | Georgien      | 1:4           | ausgeschieden | ausgeschieden | ausgeschieden | ausgeschieden | =9   |

### Kanu

#### Kanurennsport
- Anamaria Govorčinović
- Vensa Tot

#### Kanuslalom
- Katja Bengeri
- Ren Korpes
- Matija Marinić

### Karate

#### Kumite
- Enes Garibović
- Anđelo Kvesić
- Lucija Lesjak

### Kickboxen
- Lara Mihalić
- Antonija Zec

### Leichtathletik
| Team     | Wettbewerb  | Wettbewerb | Punkte | Punkte | Punkte | Punkte | Punkte | Punkte | Punkte     | Punkte    | Punkte    | Punkte      | Punkte           | Punkte      | Punkte    | Punkte     | Punkte     | Punkte         | Punkte     | Punkte     | Punkte     | Punkte | Rang |
| Team     | Wettbewerb  | Wettbewerb | 100 m  | 200 m  | 400 m  | 800 m  | 1500 m | 5000 m | 110 m Hü.* | 400 m Hü. | 4 × 100 m | 4 × 400 m** | 3000 m Hindernis | Kugelstoßen | Speerwurf | Hammerwurf | Diskuswurf | Stabhochsprung | Hochsprung | Dreisprung | Weitsprung | Gesamt | Rang |
| -------- | ----------- | ---------- | ------ | ------ | ------ | ------ | ------ | ------ | ---------- | --------- | --------- | ----------- | ---------------- | ----------- | --------- | ---------- | ---------- | -------------- | ---------- | ---------- | ---------- | ------ | ---- |
| Kroatien | 2. Division | Männer     | 3      | 2      | 7      | 16     | 3      | 2      | 7          | 3         | 3         | 9           | 13               | 16          | 3         | 13         | 11         | 15,5           | 4          | 4          | 16         | 301,5  | 9    |
| Kroatien | 2. Division | Frauen     | 5      | 4      | 10     | 8      | 9      | 12     | 7          | 8         | 8         | 9           | 3                | 7           | 14        | 5          | 14         | 12             | 8          | 11         | 6          | 301,5  | 9    |

* Die Frauen traten über 100 m Hürden, statt 110 m Hürden an.
** Die 4 × 400 m waren ein Mixed-Wettkampf.

#### Einzelresultate
| Wettbewerb       | Männer                                              | Männer         | Männer | Männer      | Frauen                                             | Frauen         | Frauen | Frauen      |
| Wettbewerb       | Athlet                                              | Ergebnis       | Rang   | Rang Gesamt | Athletin                                           | Ergebnis       | Rang   | Rang Gesamt |
| ---------------- | --------------------------------------------------- | -------------- | ------ | ----------- | -------------------------------------------------- | -------------- | ------ | ----------- |
| 100 m            | Toma Batistić                                       | 10,91 s SB     | 14     | 37          | Vita Penezić                                       | 11,72 s        | 12     | 29          |
| 200 m            | Marko Orešković                                     | 21,69 s        | 15     | 39          | Veronika Drljačić                                  | 23,91 s        | 13     | 31          |
| 400 m            | Marko Orešković                                     | 47,09 s        | 10     | 26          | Veronika Drljačić                                  | 52,97 s PB     | 07     | 21          |
| 800 m            | Marino Bloudek                                      | 1:47,11 min    | 01     | 07          | Nina Vuković                                       | 2:05,53 min    | 09     | 27          |
| 1500 m           | Nino Jambrešić                                      | 3:49,75 min    | 14     | 35          | Klara Andrijašević                                 | 4:17,91 min PB | 08     | 22          |
| 5000 m           | Dino Bošnjak                                        | 15:17,21 min   | 15     | 39          | Bojana Bjeljac                                     | 15:44,57 min   | 05     | 17          |
| 110/100 m Hürden | Lukas Cik                                           | 14,27 s        | 10     | 24          | Ivana Lončarek                                     | 13,45 s        | 10     | 24          |
| 400 m Hürden     | Mateo Parlov                                        | 53,93 s SB     | 14     | 31          | Natalija Švenda                                    | 1:00,87 min    | 09     | 28          |
| 3000 m Hindernis | Bruno Belčić                                        | 8:56,61 min SB | 04     | 23          | Viva Kovač                                         | 11:07,41 min   | 14     | 36          |
| 4 × 100 m        | Toma Batistić Hrvoje Kašik Bruno Perec Vito Kovačić | 41,40 s SB     | 14     | 29          | Melani Bosić Margareta Risek Mia Wild Vita Penezić | 45,48 s SB     | 09     | 22          |
| Kugelstoßen      | Filip Mihaljević                                    | 21,33 m        | 01     | Silber      | Lucija Leko                                        | 13,74 m        | 10     | 29          |
| Speerwurf        | Arno Marković                                       | 64,79 m        | 14     | 32          | Sara Kolak                                         | 59,62 m SB     | 03     | 08          |
| Hammerwurf       | Matija Gregurić                                     | 72,91 m        | 04     | 08          | Lucija Pendić                                      | 55,98 m        | 12     | 31          |
| Diskuswurf       | Martin Marković                                     | 61,72 m        | 06     | 10          | Marija Tolj                                        | 57,06 m        | 03     | 10          |
| Stabhochsprung   | Ivan Horvat                                         | 5,40 m         | 01     | 13          | Lara Juriša                                        | 3,80 m         | 05     | 22          |
| Hochsprung       | Martin Mlinarić                                     | 1,97 m         | 13     | 31          | Sara Aščić                                         | 1,79 m         | 09     | 24          |
| Dreisprung       | Filip Kozina                                        | 14,42 m        | 13     | 31          | Paola Borović                                      | 13,42 m SB     | 06     | 13          |
| Weitsprung       | Marko Čeko                                          | 7,86 m SB      | 01     | 04          | Klara Barnjak                                      | 5,97 m         | 11     | 28          |

| Wettbewerb | Mixed                                                        | Mixed             | Mixed | Mixed       |
| Wettbewerb | Athleten                                                     | Ergebnis          | Rang  | Rang Gesamt |
| ---------- | ------------------------------------------------------------ | ----------------- | ----- | ----------- |
| 4 × 400 m  | Marko Orešković Nina Vuković Jakov Vuković Veronika Drljačić | 3:20,24 min EU23L | 8     | 22          |

Ersatz: Lea Bubalo, Tea Faber, Tomislav Novosel, Magdalena Perić, Marin Premeru, Ivan Šerić

### Muay Thai
- Marija Bodač
- Toni Čatipović
- Željana Piteša

### Radsport

#### BMX-Freestyle
| Athleten     | Wettbewerb | Qualifikation | Qualifikation | Finale | Finale | Rang |
| Athleten     | Wettbewerb | Punkte        | Rang          | Punkte | Rang   | Rang |
| ------------ | ---------- | ------------- | ------------- | ------ | ------ | ---- |
| Männer       |            |               |               |        |        |      |
| Marin Ranteš | Park       | 80,50         | 2             |        |        |      |

### Schießen
- Giovanni Cernogoraz
- Anton Glasnović
- Petar Gorša
- Miran Maričić
- Borna Petanjek
- Francesco Ravalico
- Josip Sikavica
- Lana Skeledžija
- Marta Zeljković

### Taekwondo
- Ivana Arelić
- Paško Božić
- Lovre Brečić
- Bruna Duvančić
- Ivana Duvančić
- Leon Glasnović
- Marko Golubić
- Matea Jelić
- Nika Klepac
- Matej Nikolić
- Nika Petanjek
- Ivan Šapina
- Lena Stojković
- Josip Teskera
- Kristina Tomić

### Teqball
- Dario Batalo
- Filip Bungić
- Patricija Pejić
- Antonija Vranić

### Tischtennis
- Hana Arapović
- Andrej Gaćina
- Frane Kojić
- Ivana Malobabić
- Tomislav Pucar
- Filip Zeljko

### Wasserspringen
- Luka Martinović
- Matej Nevešćanin